# Spar Nord Bank
Spar Nord Bank A/S er en dansk bank. Den var i 2018 Danmarks 5. største Banken har rødder i Nordjylland og beskæftiger over 1.700 medarbejdere, der servicerer ca. 390.000 kunder fra 61 afdelinger i Danmark.

## Historie
Banken kan føre sin historie tilbage til 12. maj 1824, hvor Bye og Omegns Sparekasse blev stiftet i Kjellerups købmandsgård i Aalborg. I 1967 fusioneredes med konkurrenten Landbosparekassen, og blev til Sparekassen Nordjylland. Gennem en række senere fusioner fra 1970'erne opnåede banken en stærk position i Nordjylland som også indebar, at man i 1993 kunne overtage resterne af Himmerlandsbanken i Hobro. I 2000 skiftes til det nuværende navn, og kort herefter begyndte banken at etablere filialer i større byer i de øvrige dele af landet. Fra september 2018 til marts 2019 købte Spar Nord ca. 27% af aktierne i Danske Andelskassers Bank (DAB).

## Ejerskab
18,9 procent af bankens aktier ejes af Spar Nord Fonden (primo 2019). En betydelig del af den resterende aktiekapital er spredt blandt over 103.000 mindre aktionærer (2018) – hvorfor fonden reelt har en dominerende stilling i forhold til banken. Fonden skabtes i 1990, hvor sparekassens opsamlede ("herreløse") egenkapital blev indskudt heri. Det udbytte, som tilflyder fonden, uddeles til forskning, kultur og frivilligt arbejde i hele Danmark.
Banken ejede tidligere lidt over 50 procent af Nørresundby Bank, der i dag er fusioneret ind i Nordjyske Bank. 

## Eksterne links
- Bankens hjemmeside Arkiveret 8. maj 2006 hos  Wayback Machine

- Wikimedia Commons har flere filer relateret til Spar Nord Bank

57°1′22.32″N 9°53′30.94″Ø / 57.0228667°N 9.8919278°Ø